# Bocio
El bocio o tiromegalia es el aumento de tamaño de la glándula tiroidea. Generalmente está asociada a enfermedades endocrinas que causan un funcionamiento incorrecto de la tiroides. Más del 90 por ciento de los casos de bocio a nivel mundial son causados por deficiencia de yodo. El término proviene del latín bocĭa, que significa bola o bulto.

## Historia

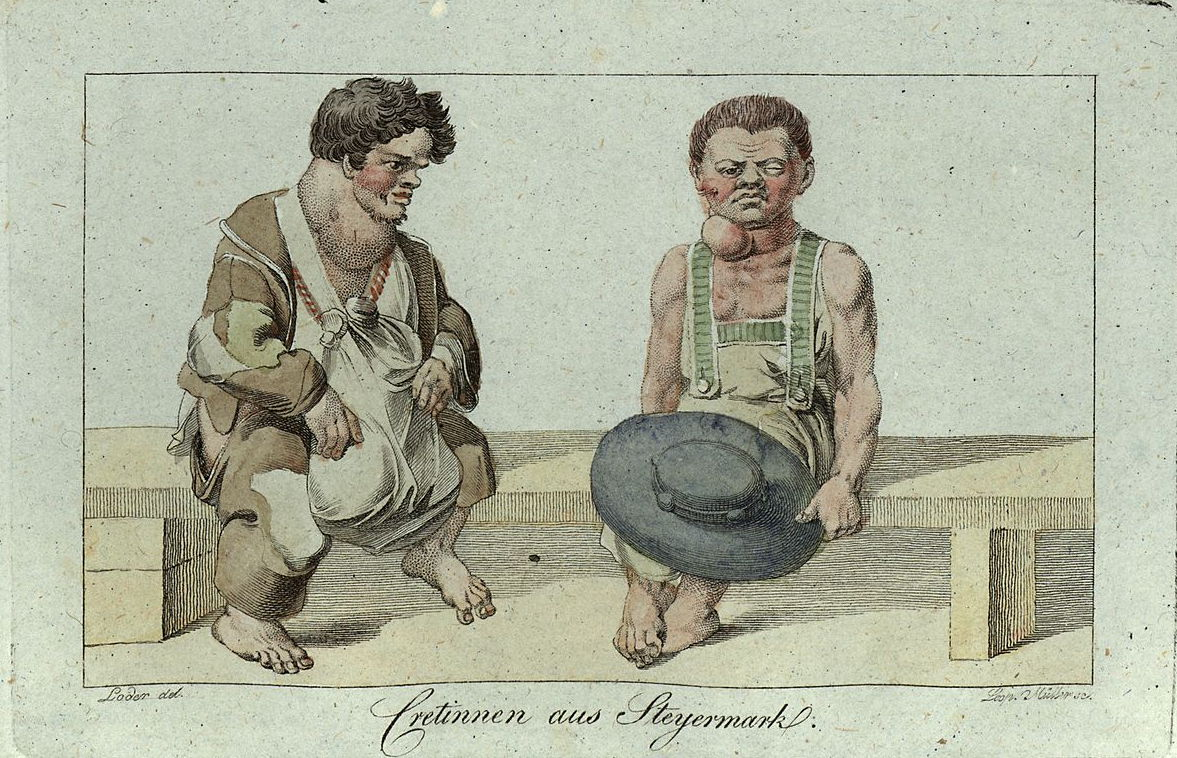
Bocio y síndrome de deficiencia congénita de yodo en Estiria, grabado en cobre, 1815

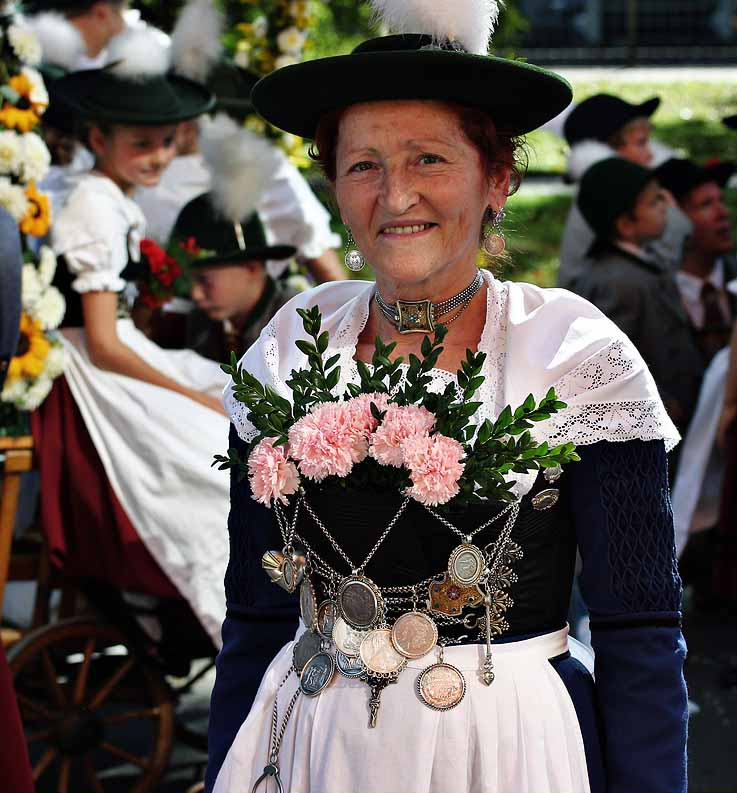
Mujer en Miesbacher Tracht con gargantilla de bocio

Los médicos chinos de la dinastía Tang (618–907) fueron los primeros en tratar con éxito a pacientes con bocio mediante el uso de la glándula tiroides rica en yodo de animales como ovejas y cerdos, en su forma cruda, presentándola en pastillas o polvo. Esto se describe en el libro de Zhen Quan (d. 643 AD) y en varios otros. Un libro chino, "The Pharmacopoeia of the Heavenly Husbandman", afirmaba que el sargazo rico en yodo se usaba para tratar a los pacientes con bocio en el siglo I a. C., pero este libro se escribió mucho más tarde.
En el siglo XII, Zayn al-Din al-Jurjani, un médico persa, proporcionó la primera descripción de la enfermedad de Graves después de notar la asociación entre el bocio y un desplazamiento del ojo conocido como exoftalmia en su "Tesauro del Shah de Khwarazm", el más importante diccionario médico de su época.
Posteriormente, la enfermedad recibió su nombre del médico irlandés Robert James Graves, quien describió un caso de bocio con exoftalmia en 1835. El alemán Karl Adolph von Basedow también informó de forma independiente la misma constelación de síntomas en 1840, y también se publicaron informes anteriores de la enfermedad, gracias a los italianos Giuseppe Flajani y Antonio  Giuseppe Testa, en 1802 y 1810, respectivamente, al igual que el médico inglés Caleb Hillier Parry (amigo de Edward Jenner) a finales del siglo XVIII.
Paracelso (1493-1541) fue el primero en proponer una relación entre el bocio y los minerales (en particular, el plomo) en el agua potable. El yodo fue descubierto más tarde por Bernard Courtois en 1811 a partir de cenizas de algas.
Anteriormente, el bocio era común en muchas áreas que tenían deficiencia de yodo en el suelo. Por ejemplo, en las Tierras medias inglesas la afección se conocía como "Derbyshire neck" (cuello de Derbyshire). En los Estados Unidos, era común encontrar casos de bocio en las regiones de los Apalaches, Grandes Lagos, Medio Oeste y la región Intermontañas.
Este padecimiento está prácticamente ausente en las naciones ricas, donde la sal de mesa se complementa con yodo. Sin embargo, todavía prevalece en algunas regiones de la India, China, Asia Central y África Central.
El bocio fue prevalente en los países alpinos durante mucho tiempo. Suiza redujo la condición al introducir sal yodada en 1922. El tracht bávaro en las regiones de Miesbach y Salzburgo, que apareció en el siglo XIX, incluye una gargantilla, denominada Kropfband, que se usaba para ocultar el bocio o las señales de la cirugía del bocio.

### Sociedad y cultura
En la década de 1920, se creía que llevar botellas de yodo alrededor del cuello prevenía el bocio.

#### Casos notables
Al expresidente estadounidense George HW Bush y a su esposa Barbara Bush se les diagnosticó la la enfermedad de Graves y bocio, con dos años de diferencia. La enfermedad causó hipertiroidismo y arritmia cardíaca. Los científicos dijeron que, en ausencia de una causa ambiental, las probabilidades de que tanto el esposo como la esposa tengan la enfermedad de Graves podrían ser de 1 en 100.000 o tan bajas como 1 en 3.000.000.

#### Heráldica
El escudo de armas y la cresta de Die Kröpfner, del Tirol, mostraban a un hombre "aquejado de un gran bocio", un aparente juego de palabras con la palabra alemana ("Kropf").

## Signos y síntomas
El bocio puede presentarse como un agrandamiento palpable o visible de la glándula tiroides en la base del cuello. Si se asocia con hipotiroidismo o hipertiroidismo, puede estar presente con síntomas del trastorno subyacente. Para el hipertiroidismo, los síntomas más comunes están asociados con la estimulación adrenérgica: taquicardia (aumento del ritmo cardíaco), palpitaciones, nerviosismo, temblor, aumento de la presión arterial e intolerancia al calor.

Las manifestaciones clínicas a menudo están relacionadas con hipermetabolismo (metabolismo aumentado), exceso de hormona tiroidea, aumento en el consumo de oxígeno, cambios metabólicos en el metabolismo de las proteínas, estimulación inmunológica del bocio difuso y cambios oculares (exoftalmia).

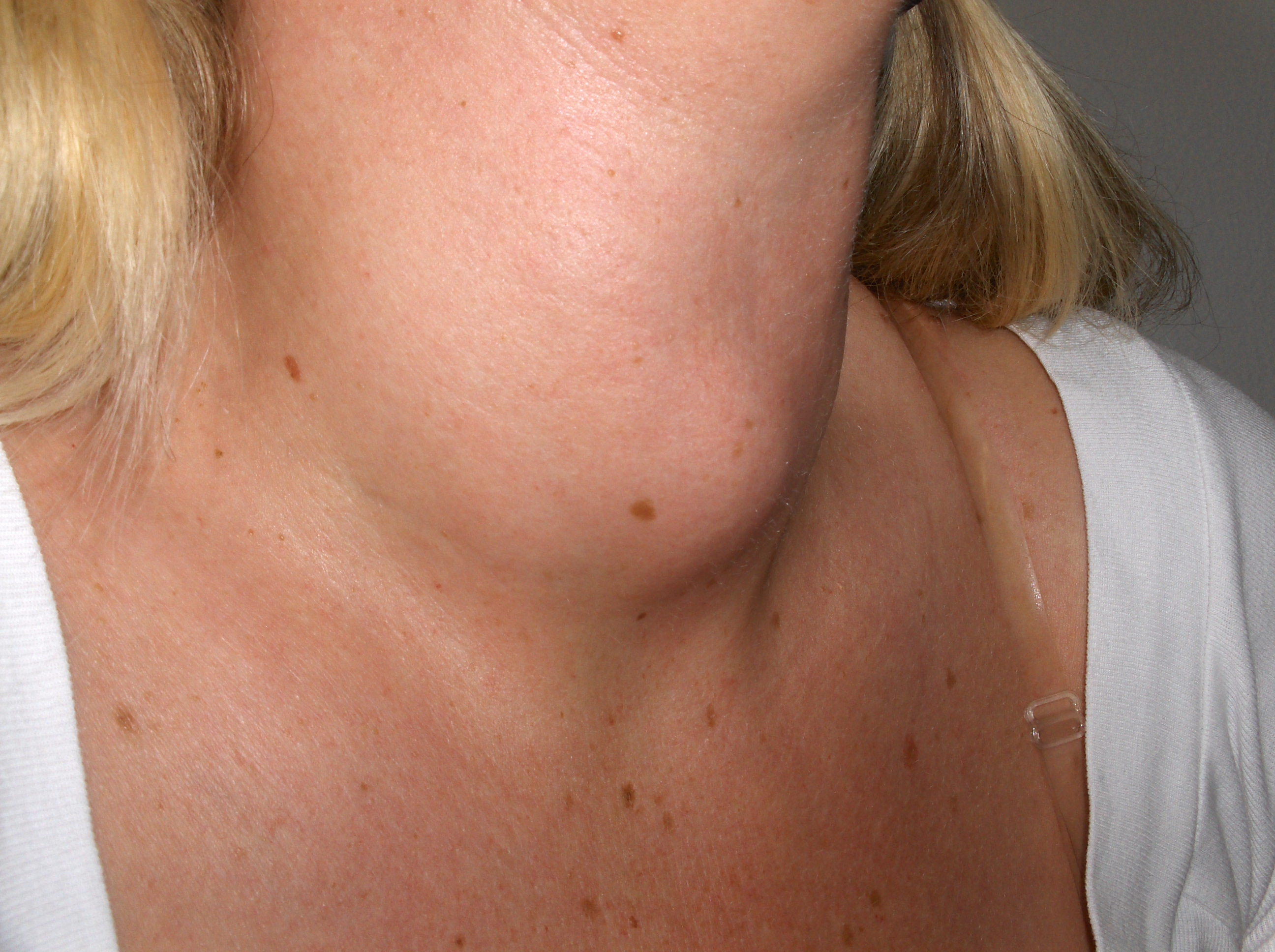
Bocio Clase I
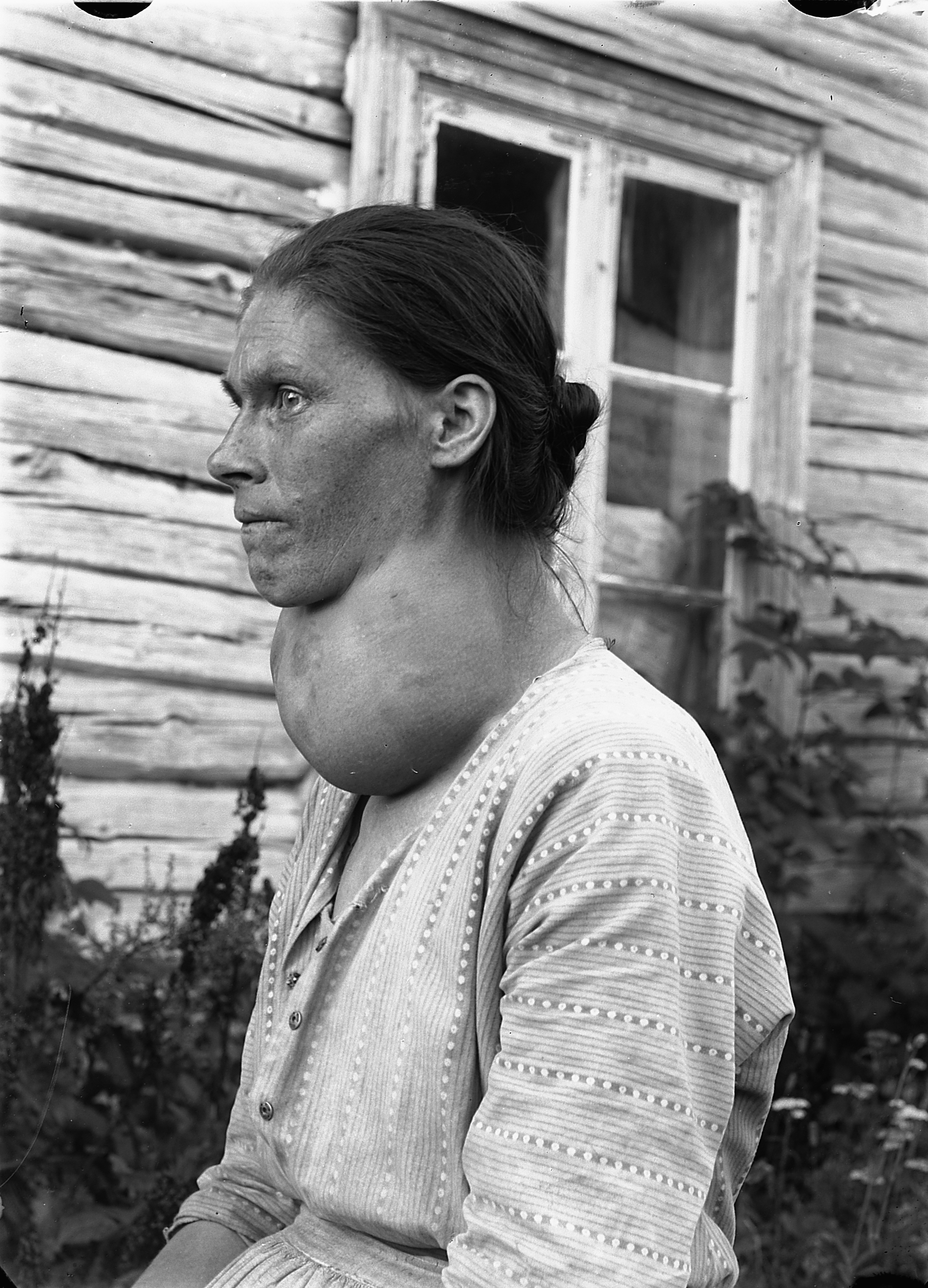
Bocio Clase II
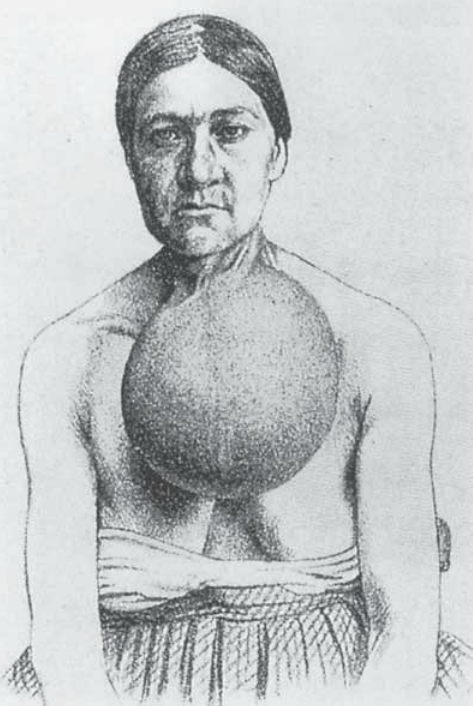
Bocio Clase III

## Causas
La causa más común de bocio a nivel mundial es la deficiencia de yodo, que se observa comúnmente en países que no usan sal yodada. La deficiencia de selenio también se considera un factor contribuyente. En países que usan sal yodada, la tiroiditis de Hashimoto es la causa más común.
El bocio también puede resultar del envenenamiento por cianuro, que es particularmente común en los países tropicales donde la gente come la raíz de mandioca, rica en cianuro, como alimento básico.
El bocio puede asociarse a una función tiroideal normal (eutiroideo) (bocio normofuncionante) o a una hipofunción (hipotiroidismo) o hiperfunción (hipertiroidismo) de la misma.
A las sustancias que pueden provocar bocio se les denomina bocígenos.
| Causa                                                     | Fisiopatología                                                                                              | Actividad tiroidea resultante                                          | Patrón de crecimiento   | Tratamiento                                      | Incidencia y prevalencia                                                          | Pronóstico |
| --------------------------------------------------------- | --- | ---------------------------------------------------------------------- | ----------------------- | ------------------------------------------------ | --------------------------------------------------------------------------------- | --- |
| Deficiencia de yodo                                       | Hiperplasia de la tiroides para compensar la disminución de la eficacia                                     | Puede causar hipotiroidismo                                            | Difuso                  | Yodo                                             | Constituye más del 90% de los casos de bocio en todo el mundo                     | El aumento de tamaño de la tiroides puede ser permanente si no se trata durante unos cinco años. |
| Hipotiroidismo congénito                                  | Errores congénitos de la síntesis de la hormona tiroidea                                                    | hipotiroidismo                                                         |                         |                                                  |                                                                                   | |
| Ingestión de bociógeno                                    | |                                                                        |                         |                                                  |                                                                                   | |
| Las reacciones adversas a medicamentos                    | |                                                                        |                         |                                                  |                                                                                   | |
| tiroiditis de Hashimoto                                   | Enfermedad autoinmune en la que la glándula tiroides se destruye gradualmente. Infiltración de linfocitos . | hipotiroidismo                                                         | Difuso y lobulado       | Reemplazo de hormonas tiroideas                  | Prevalencia: 1 a 1.5 en 1000                                                      | Remisión con tratamiento |
| enfermedad pituitaria                                     | Hipersecreción de hormona estimulante de la tiroides, casi siempre por un adenoma hipofisario               |                                                                        | Difuso                  | cirugía pituitaria                               | Muy raro                                                                          | |
| Enfermedad de Graves, también llamada síndrome de Basedow | Autoanticuerpos (TSHR-Ab) que activan el receptor de TSH (TSHR)                                             | Hipertiroidismo                                                        | Difuso                  | Agentes antitiroideos, yodo radioactivo, cirugía | Se desarrollará en aproximadamente el 0,5% de los hombres y el 3% de las mujeres. | Remisión con el tratamiento, pero aún peor calidad de vida durante 14 a 21 años después del tratamiento, con un estado de ánimo y una vitalidad más bajos, independientemente de la elección del tratamiento |
| tiroiditis                                                | Inflamación aguda o crónica                                                                                 | Inicialmente puede ser hipertiroidismo, pero progresa a hipotiroidismo |                         |                                                  |                                                                                   | |
| Cáncer de tiroides                                        | |                                                                        | Generalmente uninodular |                                                  |                                                                                   | Tasa de supervivencia general relativa a 5 años del 85 % para las mujeres y del 74 % para los hombres |
| Neoplasias tiroideas benignas                             | | Generalmente hipertiroidismo                                           | Generalmente uninodular |                                                  |                                                                                   | Mayormente inofensivo |
| Insensibilidad a las hormonas tiroideas                   | | Hipertiroidismo secretorio, Hipotiroidismo sintomático                 | Difuso                  |                                                  |                                                                                   | |

## Diagnóstico

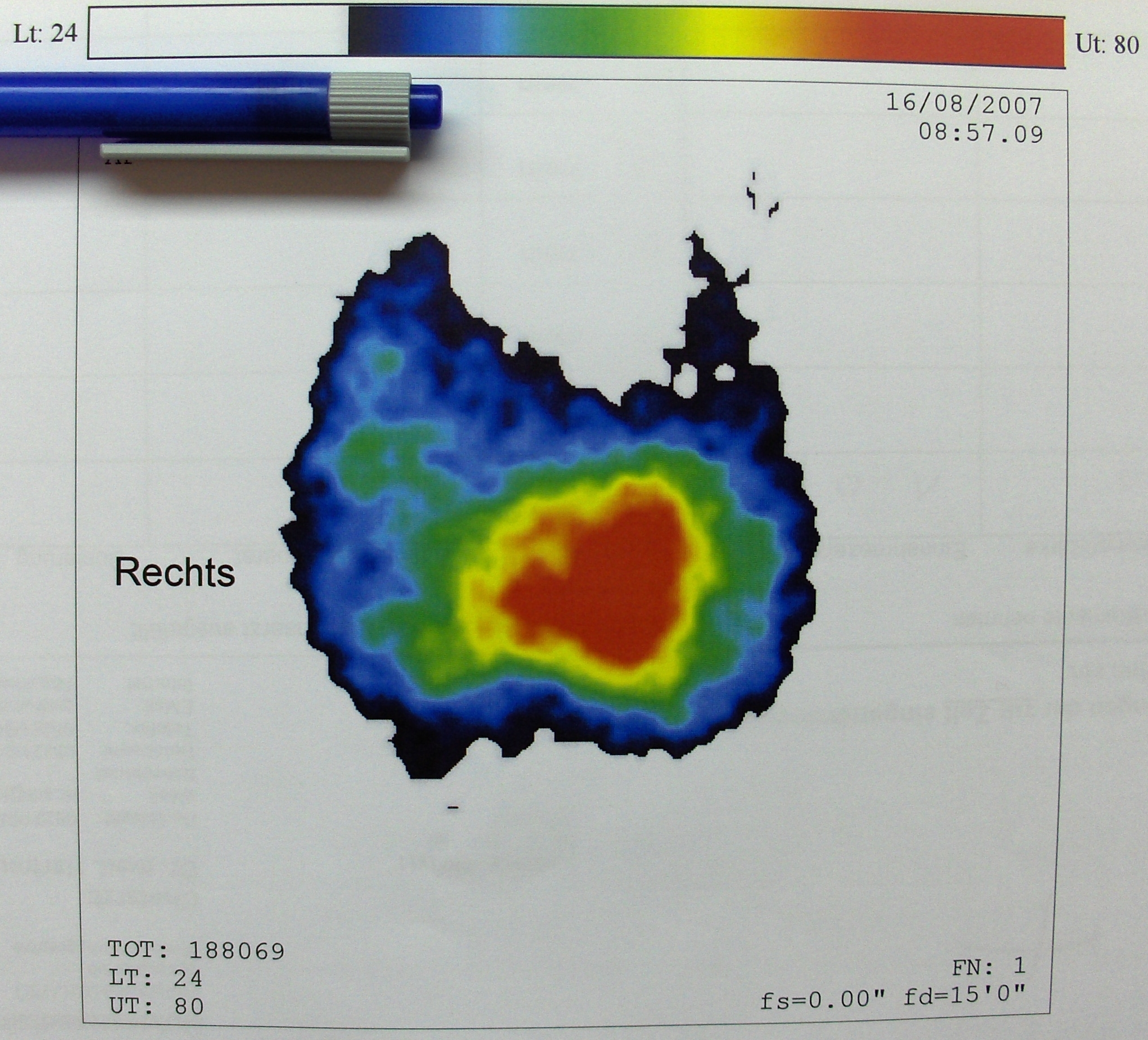
Bocio con adenoma tóxico

El bocio se puede diagnosticar a través de una prueba de función tiroidea en una persona sospechosa de tenerlo.

### Clasificación
El bocio puede clasificarse desde el punto de vista morfológico como: bocio difuso, o nodular. Los bocios nodulares pueden ser de un nódulo (uninodular) o de múltiples nódulos (multinodular).

#### Patrones de crecimiento
- Bocio uninodular: un nódulo tiroideo. Puede ser inactivo o activo (tóxico: produce hormona tiroidea de forma autónoma).[33]
- Bocio multinodular: múltiples nódulos.[36] Puede ser ser inactivo o tóxico. Este último se denomina bocio multinodular tóxico y se asocia con hipertiroidismo. Estos nódulos crecen a ritmos variables y secretan hormona tiroidea de forma autónoma, suprimiendo así el crecimiento y la función dependientes de TSH en el resto de la glándula. Nódulos inactivos en el mismo bocio pueden ser malignos.[37] El cáncer de tiroides se identifica en el 13,7% de los pacientes operados de bocio multinodular.[38]
- Bocio difuso: toda la tiroides parece estar agrandada debido a la hiperplasia.[39]

#### Tamaño
De acuerdo con la clasificación de la OMS del bocio por palpación, la gravedad del bocio se clasifica actualmente como grado 0, grado 1, grado 2.
- Grado 0: no se ve el bocio en postura normal de la cabeza; sólo se encuentra por palpación.
- Grado 1: el bocio es palpable y se ve fácilmente.
- Grado 2: el bocio es muy grande y es retroesternal (se encuentra parcial o totalmente debajo del esternón), la presión produce marcas de compresión.

## Tratamiento
El bocio se trata según la causa.
- Si el bocio es causado por deficiencia de yodo, se administran pequeñas dosis de yoduro en forma de yodo de Lugol o solución de KI .
- Si el bocio está asociado con una tiroides hipoactiva, se utilizan suplementos tiroideos como tratamiento. A veces se requiere una tiroidectomía parcial o completa.
- Si la glándula tiroides produce un exceso de hormonas tiroideas (T3 y T4), se administra yodo radiactivo al paciente para reducir el tamaño de la glándula.

## Prevención
El yodo se puede aportar al organismo de varias formas, y entre ellas se encuentran el pan yodado, el agua yodada, sin embargo la sal yodada es la forma más apropiada para la administración de suplementos de yodo.

## Epidemiología
El bocio es más común entre las mujeres, pero esto incluye los muchos tipos de bocio causados por problemas autoinmunes y no solo los causados por la simple falta de yodo.